# Barbagia (Družba slabosti)
Barbagia (Družba slabosti) (italijansko Barbagia (La società del malessere)) je italijanski dramski film iz leta 1969 režiserja Carla Lizzanija. Temelji na resničnih dogodkih italijanskega razbojnika Graziana Mesine.

## Vloge
- Terence Hill: Graziano Cassitta
- Don Backy: Miguel Lopez
- Frank Wolff: Spina
- Peter Martell: Antonio Masara
- Clelia Matania: La madre di Graziano
- Ezio Sancrotti: Nino Benedetto
- Tano Cimarosa: Cartana
- Attilio Dottesio: Il padre di Nino
- Gabriele Tinti: Nanni Ripari
- Rossana Martini: Signora Benedetto
- Helene Ronee: Anania
- Franco Silva: Avvocato Arecu
- Rosalba Neri: Dekle na zabavi